# 谷口真美
谷口 真美（たにぐち まみ、1966年6月8日 - ）は、日本の経営学者。早稲田大学商学学術院教授。東洋製罐グループホールディングス取締役。元東芝取締役。元ニチレイ取締役。経営行動科学学会優秀研究賞受賞。

## 人物・経歴
1996年神戸大学大学院経営学研究科日本企業経営専攻博士後期課程修了、博士（経営学）。主査吉原英樹。同年広島経済大学経済学部経営学科専任講師。1999年同助教授。2000年広島大学大学院社会科学研究科マネジメント専攻（社会人対象MBA）助教授、ボストン大学大学院組織行動学科・エグゼクティブ・ラウンドテーブル客員研究員。
2003年早稲田大学商学部助教授。経営行動科学学会2006年度優秀研究賞受賞。2008年早稲田大学商学学術院教授、観光庁休暇促進に関する有識者委員会委員。2012年ニチレイ取締役。
2013年カルガリー大学ハスケイン経営大学院客員教授、香港バプテスト大学経営学部客員教授、マサチューセッツ工科大学スローン経営大学院客員研究員。2014年ボストン大学経営大学院組織行動学科客員研究員。2018年東芝取締役。2019年東洋製罐グループホールディングス取締役。2021年経済産業省人的資本経営の実現に向けた検討会委員。

## 著書
- 『ダイバシティ・マネジメント : 多様性をいかす組織』白桃書房 2005年